# Eia pour Césaire
Pour plus de détails, voir Fiche technique et Distribution.
Eia pour Césaire est un film français réalisé par Sarah Maldoror et sorti en 2009.

## Fiche technique
- Titre : Eia pour Césaire
- Réalisation : Sarah Maldoror
- Scénario : Sarah Maldoror
- Musique : Max Cilla
- Sociétés de production : INA - Novi Productions (Jean-Claude Jean)
- Pays de production :  France
- Distribution : Frédéric Robbes Productions
- Genre : documentaire
- Durée : 60 minutes
- Date de sortie : France - 2009[1]

## Distribution
- Aimé Césaire

## Sélections
- Festival international du film d'Afrique et des Îles 2009[2]
- Festival international du film d'Amiens 2009[3]